# Траутман, Катрин
Катрин Траутман (фр. Catherine Trautmann; род. 15 января 1951[…], Страсбург) — французский политик, министр культуры (1997—2000).

## Биография
Дочь офицера Луи Аржанса (Louis Argence) и Элизабет Блюменредер (Élisabeth Blumenrœder).
Родилась 15 января 1951 года в Страсбурге, окончила Протестантский теологический факультет Страсбургского университета. В 1970 году вышла замуж за Жака Траутмана, в 1977 году вступила в Социалистическую партию. В 1983 году избрана в муниципальный совет Страсбурга, в 1989 году — мэром города (в 1995 году переизбрана).
В 1986—1988 и 1997 годах являлась депутатом Национального собрания Франции.
С 1989 по 1997 год являлась депутатом Европейского парламента.
С 4 июня 1997 по 27 марта 2000 года — министр культуры и коммуникаций в правительстве Жоспена, с 20 июля 2004 по 30 июня 2014 года — депутат Европейского парламента.
23 июня 2000 года избрана мэром Страсбурга, а заменявший её на период работы в правительстве Ролан Рье 16 июня ушёл в отставку и вновь занял должность первого заместителя мэра. В 2001 году её сменила правоцентристка Фабьен Келлер.
С 20 марта 2014 по 14 июля 2020 года занимала должность вице-президента Еврометрополии Страсбурга.